# Malalbergo
Malalbergo ist eine italienische Gemeinde (comune) mit 9208 Einwohnern (Stand 31. Dezember 2023) in der Metropolitanstadt Bologna in der Emilia-Romagna. Die Gemeinde liegt etwa 27,5 Kilometer nordöstlich von Bologna und etwa 14 Kilometer südwestlich von Ferrara. Die Gemeinde Malalbergo grenzt unmittelbar an die Provinz Ferrara. Durch die Gemeinde zieht sich der Canale Navile, der im Hochmittelalter angelegt wurde.

## Verkehr
Westlich der Gemeinde führt die Autostrada A13 von Bologna Richtung Padua; ein Anschluss besteht jedoch nicht. Direkt durch die Gemeinde und durch den Ort führt die Strada Statale 64.

## Gemeindepartnerschaften
Malalbergo unterhält seit 2008 eine Partnerschaft mit der französischen Gemeinde Montélimar im Département Drôme.